# Wilde vaart (scouting)
De (Matrozen der/ter) Wilde Vaart is een speltak binnen Scouting. De Wilde Vaart is de waterscouting-tegenhanger van de Explorers, en bestaat ook uit leden van 14 tot 17 jaar (in sommige groepen liggen de leeftijdsgrenzen anders). Net als Explorer-groepen hebben ook Wilde Vaart-groepen een afdelingsnummer. De oudste Wilde Vaart-afdeling is afdeling 7 (opgericht op 3 mei 1959) van de Miguel Pro Waterscouting in Arnhem.
Het grote verschil ten opzichte van de Zeeverkenners, tevens het grootste doel van de Wilde Vaart, is dat de Wilde Vaart ernaar streeft zo veel mogelijk zelfstandig te zijn en te ondernemen. Dat blijkt ook uit het feit dat de Wilde Vaart geen leiding, maar begeleiding heeft. De leiding bij de Verkenners is er voor om programma's te ontwerpen en uit te voeren, de Wilde Vaart wordt geacht dit zelf te doen. De begeleider heeft dan als taak in te grijpen wanneer situaties uit de hand lopen, bijvoorbeeld wanneer er tegen de wet wordt gehandeld, of wanneer de veiligheid in het geding is.
De activiteiten van de Wilde Vaart staan, net zoals bij de Verkenners, in het teken van het water (zeilen, roeien, wrikken), maar kunnen exclusiever en uitdagender zijn omdat de Wilde Vaart ten slotte ouder en verder ontwikkeld is. Daarnaast kan de Wilde Vaart-groep een zeeverkennersgroep ondersteunen (bijvoorbeeld bij kampen of op het water) en kan het een soort 'kweekvijver' zijn voor nieuwe leiding.